# ديفيد بيري (مسير أعمال)
ديفيد بيري (بالإنجليزية: David Berry) هو مسير أعمال أمريكي، ولد في 10 فبراير 1978 في نيويورك في الولايات المتحدة.